# Paul Emil Beyer
Paul Emil Beyer (* 18. Januar 1901 in Dresden; † 14. September 1982 in Leipzig) war ein deutscher Autor und Journalist.

## Leben
Er war der Sohn des Volksschullehrers Paul Emil Beyer aus Dresden und verlor früh den Vater. Durch die städtische Begabtenförderung war ihm der Besuch des König-Georg-Gymnasiums in Dresden ermöglicht worden, wo er Erich Kästner kennenlernte, mit dem ihn eine lange Freundschaft verband. Anschließend studierte Paul Beyer Philosophie, Philologie, Geschichte, Germanistik und Kunstgeschichte an den Universitäten Marburg, München, Berlin und Leipzig.
Beim Leipziger Literaturprofessor Georg Witkowski verteidigte er 1925 erfolgreich seine Promotion mit dem Titel Die Mittel der Charakteristik in Gottfried Kellers "Grünem Heinrich". Fortan beschäftigte sich Paul Beyer weiter intensiv mit Leben und Werk von Gottfried Keller. 1960 legte er eine umfassende Biographie über ihn vor, die den Titel trägt Gottfried Keller. Sein Leben in Bildern. Diese Biographie wurde in mehreren Auflagen im VEB Verlag Enzyklopädie in Leipzig gedruckt.
Ab 1925 arbeitete Paul Beyer für mehrere Zeitungen in Leipzig, zunächst für die Neue Leipziger Zeitung als Volontär, später als Redakteur. Nach verschiedenen Zwischenstationen übernahm er 1931 die Leitung des Kultur- und Unterhaltungsteiles der Leipziger Neuesten Nachrichten.
Nach dem Zweiten Weltkrieg wurde Paul Beyer 1948 Redakteur bei der Leipziger Volkszeitung und ab 1953 Lektor des Brockhaus Verlages in Leipzig. Er gehörte zu denjenigen Autoren und Journalisten, die nach Kriegsende die Buchstadt Leipzig wiederaufbauten. Im Brockhaus Verlag war er vor allem für den Bereich Reiseliteratur zuständig und war als solcher Herausgeber des Brockhaus Weltkalenders. 1965 schied er im Alter von 64 Jahren als Cheflektor aus dem Brockhaus Verlag aus und starb 81-jährig am 14. September 1982 in Leipzig.

## Nachlass
Der Nachlass von Paul Beyer wird heute im Sächsischen Staatsarchiv – Staatsarchiv Leipzig verwaltet. Er enthält Archivgut aus dem Zeitraum 1911 bis 1981.